# Avilés
Avilés est une ville espagnole située dans la communauté autonome des Asturies au bord de la ria de Avilés, à 25 km de Gijón et 26 km d'Oviedo. Située au bord de la mer Cantabrique, elle est un port important (premier port de pêche de la communauté et le deuxième port commercial après Gijón). Cette ville, fondée en 1085, a connu une expansion importante depuis les années 1950 grâce à la sidérurgie, et compte environ 75 518 habitants (INE 2023).
Elle organise tous les ans depuis 1996 un grand festival inter-celtique qui réunit des centaines de musiciens et danseurs issus des Asturies, d'Irlande, d'Écosse, du Pays de Galles et de Bretagne. 
Avilés héberge le centre culturel international Oscar-Niemeyer.

## Géographie
Les agglomérations les plus peuplées de la commune d'Avilés sont les suivantes : Avilés (capitale), Miranda, San Cristóbal, Heros, Caliero, La Sablera et Tabiella.
Toute sa superficie est divisée entre la plaine côtière et les montagnes qui l'entourent au sud, bien que ce soit l'estuaire d'Avilés, encastré dans la plaine, qui se prolonge à l'intérieur du Cabo Peñas et qui marque la morphologie du territoire. L'estuaire occupe 3 % de la surface totale et atteint, après quatre kilomètres de quais, le centre-ville situé sur sa rive occidentale, ce qui a permis l'installation historique de la population, car ce bassin est bas et plat par rapport aux hauteurs de Carbayedo, Tuñes ou El Estrellín, sur la rive opposée.
La capitale, qui porte le même nom que la municipalité, est située sur les rives de l'estuaire. Terre de mer et de commerce, premier port des Asturies, Avilés est l'une des trois villes les plus importantes et la troisième de la principauté par la population.

### Paroisses
La commune comprend six paroisses civiles :
- Avilés
- Corros (La Madalena de Corros)
- San Cristóbal de Entreviñas  (San Cristoba/San Cristóbal de Entreviñas)
- Laviana  (San Xuan de Nieva)
- Miranda
- Navarro  (Valliniello/Navarro)

## Sport
La ville dispose de nombreuses installations sportives, parmi lesquelles le Stade Román Suárez Puerta, qui accueille la principale équipe de football de la ville, le Real Avilés.

## Personnalités
- Pedro Menéndez de Avilés (1519-1574), amiral.
- Juan Carreño de Miranda (1614-1685), artiste peintre.
- Yago Lamela (1977-2014), athlète.
- Kily Álvarez (1984-), footballeur.
- Beatriz Rico (1970-), danseuse et comédienne espagnole.
- Xune Elipe (1962-), chanteur.
- Rubén Garabaya (1978-), handballeur professionnel.
- Guillermo González del Río García (1912-1984), footballeur.
- Manuel Antonio García (1948-), coureur cycliste.
- Julián Orbón (1925-1991), compositeur.
- Fernando Morán (1926-2020), diplomate, écrivain et homme politique
- Antonio Trevín (1956-2025), homme politique.
- Alfonso Menéndez (1966-), champion olympique de tir à l'arc par équipe en 1992.
- Sergio Álvarez Díaz (1992-), footballeur professionnel.

## Jumelages
- Saint-Nazaire (France)
- Saint Augustine (États-Unis), en Floride
- Laâyoune (Maroc)
- Cárdenas (Cuba)